# 魔法门之英雄无敌V
《魔法门之英雄无敌V》是《魔法门之英雄无敌》系列电脑游戏的第五部作品，在魔法门品牌所有者育碧软件的监督下，由俄罗斯的Nival Interactive开发。在比预定发行时间延期两个半月之后，该游戏于2006年5月16日在英国首发。俄文版由1C公司于5月19日在俄罗斯发布。2006年5月24日，在美国和加拿大发行。随后，游戏还在波兰、中国大陆、台湾等地发行了当地的语言版本。

## 补丁
1.1版本的补丁在2006年6月6日发布，包括一个自动补丁程序并添加了简单游戏难度，以及大量的程序错误修复。
1.2版本的补丁发布于2006年7月20日，修正多人游戏模式下的程序错误以及一些小问题。
1.3版本的补丁已在2006年9月13日发布。包含了一个地图编辑器，并修正了大量包含程序错误，并对游戏平衡性进行了一些调整。尽管这个补丁还没有被正式发布，但是已经可以通过游戏自动更新或浏览“patches.ubi.com”的“HOMM V”目录进行下载。
1.41版本的补丁已在2007年5月15日发布。该补丁修正了Ubi.com平台升级所导致的系统问题，仅含一个文件：H5_Game.exe。
1.5版本的补丁已在2007年6月12日发布。
1.6版本的补丁已在2007年12月17日发布。
另据对资料片《命运之锤》开发者的访谈，关卡编辑器将会加入这张资料片中，不过也会在“随后几天内”提供单独的免费下载。

## 劇情故事
七龍紀951年，魔鬼君主卡貝勒斯在剛出生的公國繼承人伊莎貝爾身上留下惡魔印記，企圖讓伊莎貝爾生下黑暗彌撒亞，隨著“獅鷲之心”“死亡擁抱”等神器相繼出現，混乱正席卷狮鹫王国、精灵王国爱罗兰、地底世界谢戈尔乃至整片大陆。

## 资料片
魔法门之英雄无敌V的首款资料片名为命运之锤（Hammers of Fate，简称HOF）发行于2006年11月14日，依旧由Nival Interactive开发。基于原版安装的资料片，增加了3章15关战役，一个新种族，堡垒（Fortress）势力，以及 7种红色圣堂兵种和4种中立生物，共25种生物，一种新的魔法，5环10个符文魔法（rune magic），以及篷车系统（caravan）和随机地图生成器，另外还有一些新建筑和14种宝物和一些地图。多人对战方面则添加了同步回合模式，当玩家间的距离超过两天路程时，可以双方同时进行一个回合，直到双方都结束回合时则进入一下回合，而当玩家间接近时，则会强制切换回原本的回合模式，可以和幽灵模式同时启用。
魔法门之英雄无敌V的第二款资料片名为东方部落（Tribes of the East，简称TOE）发行于2007年10月12日，再次由Nival Interactive开发。独立安装的资料片，拥有4章15关战役，增加了一个新种族，据点（Stronghold）势力，据点英雄无法使用魔法，但是可以使用战嚎（3个等级共6种）;以及8个新魔法。最大的噱头是交替升级系统，这点在HOF中有就预兆，所谓交替升级就是城堡内的兵种拥有两种升级模式可选，而且你还可以花费招募费用的1/10把已升级的兵种重新训练成另一种，这样游戏共有了179种生物（咳，其实有两个是无法正常出现的……）。东方部落东方部落还重新设定了各族的技能树，增加了8个宝物和10套组合宝物以及一些野外建筑。
游戏在中国由上海UBI代理发行，原版和两个资料片的中文版本均已上市。